# Budapesti átjáróházak listája
A régi átjáróházak elsősorban Budapest belső kerületeire jellemzőek; külön megjelöléssel az új építésű házak is szerepelhetnek. Ahol az átjáróház 90 fokban elkanyarodik, azok a helyek „L alakú” megjelöléssel vannak ellátva. A valamelyik oldalon lezárt átjáróházaknál ezt az információt szerepeltetni kell. A könnyebb azonosítás kedvéért, ha egy átjáróház valamelyik vége körútra vagy más jelentősebb útra, utcára vezet, először ennek nevét adjuk meg.

## I. kerület
- Szent György tér 2., a Budapesti Történeti Múzeum Vármúzeuma („E” épület)
- Országház utca 30. – Úri utca 49., volt klarissza kolostor a Magyar Tudományos Akadémia intézményeinek, valamint a Telefónia Múzeumnak a székhelye, jelenleg átalakítás miatt zárva.[1]

## V. kerület
- Ferenciek tere 4. – Curia u. 5. – Irányi u. 20. (a Curia és az Irányi u. felé lezárva)
- Ferenciek tere 10. – Petőfi Sándor u. 2. – Haris köz 3. (Párizsi udvar, 2019-ben Párisi Udvar Hotel néven újra megnyílt)[2]
- Szabad sajtó út 5. – Duna u. 6. (a Sz. s. út felé lezárva)
- Múzeum krt. 7. – Magyar u. 8–10. (Unger-ház)
- Károly krt. 22. – Semmelweis u. 19.
- Petőfi Sándor u. 3. – Városház u. 6., Károlyi-Trattner-ház (két belső udvarral)[3]
- Kossuth Lajos u. 1. – Ferenciek tere 7–8. („kis Vatikán”, L alakú)
- Kossuth Lajos u. 9. – Reáltanoda u. (az egykori Úttörő Áruház helyén Hotel Eurostars Budapest Center)
- Nádor utca 3. – Mérleg u. 7. és 5. & 10. és 6. & 8. (mind L alakú)
- Október 6. utca 3. – Sas u. 4. (mindkét oldalról, kívülről csak engedéllyel lehet bejutni)
- Városház utca 9-11. - Károly körút 28. (A Fővárosi Önkormányzat székházaként funkcionáló Invalidus-ház (Károly-kaszárnya) és a Városháza park között.)

## VI. kerület
- Király u. 8. – Paulay Ede u. 3. (Central Passage)
- Andrássy út 3. – Paulay Ede u. 4. (a Paulay Ede u. felé lezárva)
- Teréz krt. 32. – Jókai u. 7.
- Teréz krt. 50. (Jókai u. felé lezárva)
- Teréz krt. 52. (Jókai u. felé lezárva)

## VII. kerület[4]
- Király u. 13. – Dob u. 16. – Holló u. 12–14. (Gozsdu-udvar)[5]
- Rákóczi út 6. – Dohány u. 3.
- Rákóczi út 8/A – Dohány u. 5/A[6]
- Károly krt. 3/A – Dohány u. 1/A (a Károly krt. felé lezárva)
- Károly krt. 5. – Dob u. 2–4. (L alakú)
- Károly krt. 9. – Rumbach Sebestyén u. 10. (Pauer-ház, a R. S. u. felé lezárva)[7]
- Károly krt. 21. – Asbóth u. 20–22. (Madách Kamara)[7]
- Dob u. 9. – Wesselényi u. 8.
- Nyár u. 18. – Nagy Diófa u. 15. (többnyire lezárva)
- Nyár u. 20. – Nagy Diófa u. 17.
- Nyár u. 22. – Wesselényi u. 15. (L alakban, csak a lakóknak)

## VIII. kerület
- József krt. 9. – Rökk Szilárd u. 8.
- József krt. 19. – Rökk Szilárd u. 18.
- Mária u. 9. – Horánszky u. 10. (új építésű[8])
- Üllői út 6. – Baross u. 3. (jelenleg lezárva)
- Üllői út 14. – Baross utca 11. (Arany Sas)

## IX. kerület
- Viola utca 15. – Thaly Kálmán utca 16–18. (Gát-köz)

## XV. kerület
- Fő út 71. - Hubay Jenő tér 8., az ún. Szamárház (általában zárva)[9]